# Dave Grusin
Dave Grusin (ur. 26 czerwca 1934 w Littleton) – amerykański kompozytor, aranżer i pianista jazzowy. Twórca wielu tematów muzycznych do filmów kinowych i telewizyjny, m.in. wyróżnionego Oscarem w roku 1968 filmu Absolwent. Jest laureatem prestiżowych nagród filmowych w dziedzinie muzyki filmowej, m.in. nagrody Grammy za muzykę do wcześniej wspomnianego Absolwenta. Współzałożyciel wytwórni płytowej GRP Records.

## Nagrody
- Nagroda Akademii Filmowej Najlepsza muzyka: 1989:Fasolowa wojna
- Nagroda Grammy
  - Najlepsza oryginalna ścieżka dźwiękowa napisana do filmu: 1969:Absolwent
  - Najlepszy album z instrumentalną kompozycją tła do filmu kinowego: 1990:Wspaniali bracia Baker